# Convento de São Francisco (Horta)
O Convento de São Francisco é um convento português que se localiza no concelho da Horta, ilha do Faial, arquipélago dos Açores.
Este convento foi fundado no início do século XVI e desde então passou por muitas vicissitudes, entre as quais o facto de ter sido incendiado por corsários ingleses em 1597. Após este acto bárbaro foi reconstruído, mas ficou muito danificado com um temporal em 1668, pelo que a comunidade decidiu construir uma novo edifício, em local mais recuado em relação ao mar.
Em 1696 deu-se início à construção da actual Igreja de Nossa Senhora do Rosário, concluída em 1700, ano em que se começou a construir o convento. Após a extinção das Ordens Religiosas, ocorrida em Portugal no contexto da consolidação do Liberalismo, no final da Guerra Civil Portuguesa (1828-1834), este convento é doado, corria o ano de 1835, à Santa Casa da Misericórdia da Horta. Nele é então instalado o Hospital da Misericórdia e o Asilo de Mendicidade.
Na noite de 4 de Maio de 1899 um violento incêndio destruiu por completo o então hospital e asilo, tendo-se salvado apenas a igreja, a muito custo.
Foi na sequência deste incêndio que se construiu o Hospital Walter Bensaude. No local do convento foi edificado um novo edifício, a partir de 1901, onde está hoje instalado o Lar de São Francisco, da SCMH.